# Minaret van Jarqoʻrgʻon

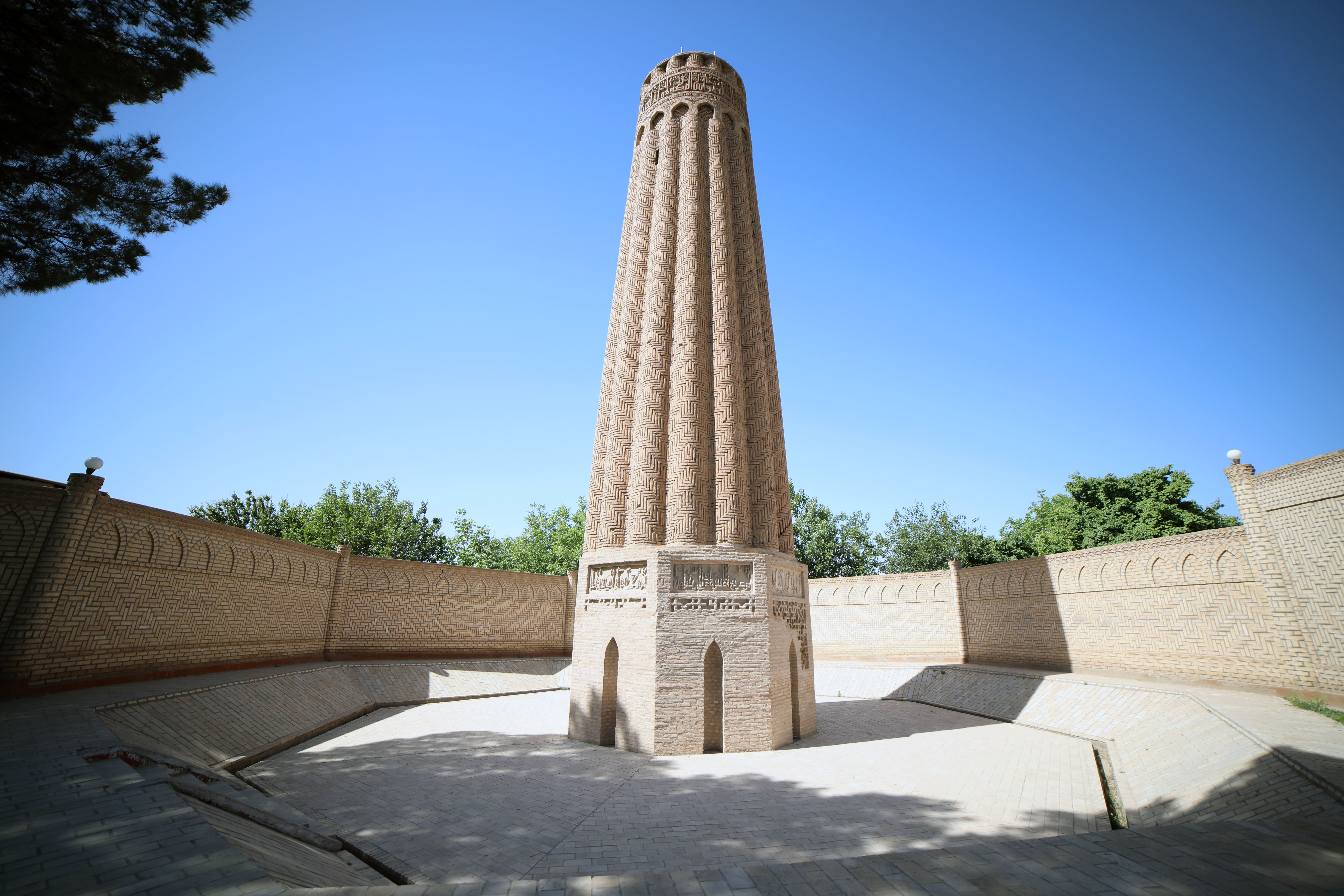

De Minaret van Jarqoʻrgʻon (ook geschreven als Jarkurgan) is een minaret en architectonisch monument in het dorp Minor, district Jarqoʻrgʻon in het zuiden van Oezbekistan. Het werd gebouwd door Mohammad bin Ali Al-Sarkhasi in 1108-1109. De huidige hoogte is 21,6 meter en de diameter is 5,4 meter, de oorspronkelijke hoogte was 40 meter. Het bevindt zich in een klein dorp in de buurt van Termiz en is een van de meest interessante vormen van architectuur, gekenmerkt door gegolfde muren van baksteen. Ernaast stond een moskee, die niet bewaard is gebleven. Op een hoogte van 20 meter zijn er bakstenen bogen, waarop zich Koefische inscripties bevinden.